# روبن ماي
روبن ماي (بالإنجليزية: Reuben May)‏ هو سياسي أمريكي، ولد في 23 يونيو 1815، وتوفي في 26 سبتمبر 1902. حزبياً، نشط في الحزب الجمهوري. وقد انتخب عضو جمعية ولاية ويسكونسن.